# Championnats de France d'escalade 2018
Navigation
Édition précédente Édition suivante
Les championnats de France d'escalade de 2018 se décomposent en trois weekends : un pour chaque discipline.
Les championnats de France d'escalade de bloc ont eu lieu les 3 et 4 mars à Massy, dans l'Essonne. Les titres féminins et masculins sont remportés par Fanny Gibert et Manuel Cornu.
Les championnats de France d'escalade de vitesse se sont déroulés sur deux jours à Niort dans les Deux-Sèvres. Le samedi 31 mars pour la voie du record remporté par Victoire Andrier et Bassa Mawem, et le 1er avril pour la voie classique remporté par Elma Fleuret et Mickaël Mawem.
Les championnats de France d'escalade de difficulté ont eu lieu les 9 et 10 juin à Arnas, dans le Rhône. Julia Chanourdie et Stéphane Hanssens y sont sacrés Champions de France.

## Palmarès
| Bloc   | Or           | Argent       | Bronze                   |
| ------ | ------------ | ------------ | ------------------------ |
| Femmes | Fanny Gibert | Manon Hily   | Camille Faille           |
| Hommes | Manuel Cornu | Alban Levier | Guillaume Glairon Mondet |

| Vitesse (voie record) | Or               | Argent         | Bronze            |
| --------------------- | ---------------- | -------------- | ----------------- |
| Femmes                | Victoire Andrier | Anouck Jaubert | Capucine Viglione |
| Hommes                | Bassa Mawem      | Guillaume Moro | Pierre Rebreyend  |

| Vitesse (voie classique) | Or            | Argent         | Bronze           |
| ------------------------ | ------------- | -------------- | ---------------- |
| Femmes                   | Elma Fleuret  | Anouck Jaubert | Aurèlia Sarisson |
| Hommes                   | Mickaël Mawem | Manuel Cornu   | Sam Avezou       |

| Difficulté | Or                | Argent            | Bronze          |
| ---------- | ----------------- | ----------------- | --------------- |
| Femmes     | Julia Chanourdie  | Manon Hily        | Maëlys Agrapart |
| Hommes     | Stéphane Hanssens | Romain Desgranges | Gautier Supper  |

| Combiné | Or               | Argent         | Bronze         |
| ------- | ---------------- | -------------- | -------------- |
| Femmes  | Julia Chanourdie | Anouck Jaubert | Céline Fergeau |
| Hommes  | Sam Avezou       | Adrien Lemaire | Léo Avezou     |

## Déroulement

### Épreuves de bloc
La compétition de bloc est organisée dans l'enceinte du club d' E.S. Massy, le weekend des 3 et 4 mars. Les épreuves de qualification ont lieu le samedi, et les demi-finales et finales ont lieu le dimanche.
C'est le 3eme titre de Championne de France de Bloc de Fanny Gibert et le premier pour Manuel Cornu

### Épreuves de vitesse
C'est à Niort, dans l'enceinte de la salle de La Verticale, que sont programmés les Championnats de France d'escalade de vitesse ; le samedi 31 mars sur la voie du record, et le dimanche 1er avril sur voie classique. 
Pour la 4eme fois, Bassa Mawem est titré champion de France, 1ère fois pour Victoire Andrier.

### Épreuves de difficulté
La compétition est organisée dans La salle du complexe sportif d’Arnas.
Les épreuves de qualifications et de demi-finales ont lieu le samedi 9 juin. Les finales ont lieu le lendemain, le dimanche 10 juin. 
La compétition couronne Julia Chanourdie et Stéphane Hanssens pour la première fois chacun.

### Classement combiné
Le classement combiné cumule les places obtenues lors des trois championnats de France pour les compétiteurs ayant pris part aux trois événements.